# Zigomar, roi des voleurs
Zigomar, roi des voleurs è un cortometraggio muto del 1911 diretto da Victorin-Hippolyte Jasset.

## Produzione
Il film, tratto dal romanzo di Léon Sazie, fa parte di una serie dedicata al personaggio di Zigomar.

## Distribuzione
Uscì nelle sale cinematografiche francesi nel 1911. Gli fu dato un titolo internazionale inglese, Zigomar, King of Thieves.